# Gustave Louis Jaulmes
Pour les articles homonymes, voir Jaulmes.
Gustave Louis Jaulmes, né à Lausanne le 14 avril 1873 et mort à Paris le 7 janvier 1959, est un peintre français.
Artiste éclectique, il a réalisé des fresques monumentales, des tableaux, des affiches, des illustrations, des cartons pour tapis et tapisseries et des décors d'objets d'art (émaux, décors d'assiettes, mobilier…). Il a été membre de l'Académie des beaux-arts de 1944 à sa mort en 1959. Il est représentatif de la tendance néo-classique au sein du mouvement Art déco.

## Biographie
Né à Lausanne le 14 avril 1873 où son père Sully Jaulmes était pasteur, Gustave Louis Jaulmes est issu d'une famille protestante originaire du village de Congénies (Gard). C'est à Congénies que Sully Jaulmes fait la connaissance de Marie Cook, fille du missionnaire méthodiste britannique Charles Cook. Gustave Louis Jaulmes est leur dixième enfant.
Gustave Louis Jaulmes suit une formation d'architecte à l'École nationale supérieure des beaux-arts de Paris de 1895 à 1902. Il assiste à cette époque son maître Victor Laloux sur son chantier de la gare d'Orsay à Paris.
En 1902, il abandonne l'architecture et, après quelques mois passés dans l'atelier de Jean-Paul Laurens à l'Académie Julian, il décide de devenir peintre décorateur. Il se tourne vers la peinture, tout en conservant de sa formation initiale le goût des édifices. Il entend appliquer son art à la décoration des monuments ou des habitations, et reste en contact avec un important cercle d'architectes, notamment à la villa Kérylos à Beaulieu-sur-Mer de 1903 à 1907. En 1903, il épouse Mary Suter et ils ont une fille, Simone.
La naissance en Suisse de Gustave Louis Jaulmes lui fait parfois attribuer la nationalité suisse ou le rattacher à une école artistique suisse. Il est français, comme l'atteste le fait qu'il a fait la guerre de 1914-1918, rappelé sous les drapeaux en 1914, dans la territoriale. Il commence au front en Champagne dès octobre 1914, mais il finit la guerre au service de la propagande du ministère des Beaux-arts. Sa formation est entièrement française.
En 1919, il est chargé avec André Mare et Louis Süe des décorations de l'avenue des Champs-Élysées et de l'arc de triomphe de l’Étoile pour les fêtes de la Victoire. Ensemble, les trois peintres fondent alors la Compagnie des Arts Français. À cette époque, Gustave Jaulmes est également professeur à l'Académie Ranson à Paris.
Par la suite Gustave Louis Jaulmes bénéficie de nombreuses commandes qui correspondent à son goût pour les réalisations monumentales : bâtiments publics, hôtels ou villas privés. Il contribue également à l'Exposition internationale des Arts décoratifs et industriels modernes de 1925, l'Exposition coloniale internationale de 1931 et à l'Exposition universelle de 1937 à Paris.
Au-delà des fresques monumentales, il produit une grande diversité d'œuvres : panneaux décoratifs, rideaux de scènes pour théâtres, paravents, décors d'assiettes (avec la Manufacture de Sèvres), tissus imprimés, illustrations de livres, affiches, dessins pour tapis et tapisseries (avec les Gobelins), mobilier. Il exécute aussi des peintures de chevalet (natures mortes, paysages ou scènes d'intérieur intimistes) qu'il présente régulièrement au Salon de la Société nationale des beaux-arts et au Salon des indépendants. Il connaît la consécration avec son élection à l'Académie des beaux-arts en 1944, où il occupe le fauteuil du baron Gérard.
Il meurt à Paris, le 7 janvier 1959

## Œuvres

### Son œuvre de décorateur
- Beaulieu-sur-Mer, villa Kérylos (1903-1907) : au premier plan de ses réalisations, le décor de la villa Kérylos se voulait être une reconstitution de villa grecque antique idéale édifiée en bord de mer. Édifiée par l'architecte niçois Emmanuel Pontremoli pour l'historien et archéologue Théodore Reinach, qui la lègue à l'Institut de France, elle contient de nombreuses œuvres inspirées de la mythologie et a représenté plus de quatre ans de travail, en collaboration avec Adrien Karbowsky, élève de Puvis de Chavannes.
- Dinard, 1927-1929[6]. La Vicomté-en-Dinard, réalisation de la décoration "a fresco" du casino détruit par les faits de la seconde guerre mondiale, et de l'hôtel Beauvallon vendu après guerre à la découpe en appartements[7]
- Paris, Palais de Chaillot, 1937 : à l'occasion de l'Exposition Internationale de Paris en 1937: les fresques du grand foyer et vestibule du théâtre du Trocadéro (actuel théâtre de Chaillot) avec Louis Süe[8] ;
- Évian, Évian Royal Palace : fresques royales et émaux, 1909 ;
- Boulogne-Billancourt : synagogue, 1911, avec l'architecte Pontremoli ;
- Arras, hôtel de ville : le décor de la salle des mariages ;
- Paris, musée Rodin : la décoration de la salle du Baiser, 1918 ;
- Paris, avenue de la Grande-Armée : décorations pour les fêtes de la Victoire, 1919, avec André Mare et Louis Süe ;
- Reims, temple protestant : fresques, 1923, couvertes à la chaux depuis 1973;
- Paquebot Île-de-France : décorations, 1925, avec Louis Süe ;
- Exposition internationale des Arts décoratifs et industriels modernes à Paris (1925)[9]
- Exposition coloniale internationale 1931[9]
- Carcassonne, théâtre de Carcassonne : décorations, 1934 ;
- Cachan, hôtel de ville : décorations, 1935 ;
- Exposition Internationale des Arts et Techniques dans la Vie Moderne, 1937
- Théâtre du Trocadéro, 1937, (aujourd'hui Théâtre national de Chaillot), foyer et vestibule avec Jean Niermans, Édouard Niermans et Louis Süe[10]
- Neuilly-sur-Seine, hôtel de ville :  salle des mariages, 1939 ;
- Genève, Centre William Rappard (ancien bâtiment du Bureau international du travail) : peintures de la salle des Pas-Perdus, 1940 ; de ces 4 peintures, une n'est plus visible ; les autres ont été recouvertes de toile entre 1960 et 2007 mais sont désormais rendues à la vue du public[11] ;
- Reims, église Saint-Nicaise ;
- Paris, mairie du cinquième arrondissement : les fresques et le rideau de scène de la salle des fêtes ;
- Vernon, musée Alphonse-Georges-Poulain : trois des panneaux du décor mural de la salle à manger de Paul Noccard à Neuilly-sur-Seine ;
- Uccle (Bruxelles), château de La Fougeraie : les fresques du château construit par l'architecte Louis Süe pour l'industriel Paul Wittouck ;
- Paris, hôtel Bristol, rue du Faubourg-Saint-Honoré : panneaux décoratifs de la salle à manger, pièce conçue à l'origine comme un théâtre privé décoré de boiseries régence et de panneaux peints[12] ;
- Villa Nocard, Neuilly[13].

### Peinture de chevalet
- Arras, musée des beaux-arts : toiles provenant de la salle à manger d'honneur de l'Exposition internationale des Arts décoratifs et industriels modernes de 1925 ;
- Beauvais, musée départemental de l'Oise : plusieurs toiles dont une représentant Madame Jaulmes et sa fille ;
- Boulogne-Billancourt, musée des Années Trente : une toile représentant Simone, la fille de l'artiste, sur la terrasse de la villa Kérylos.

### Illustration
- Le Cantique des Cantiques, Paris, Les Éditions Universelles, 1945 ;
- Œuvres de Frédéric Mistral ;
- L’Illustration, numéro de Noël 1927 ;
- Affiche du Salon d'automne de 1921 ;
- Affiche pour l'emprunt national, 1920.

Église Saint-Nicaise à Reims
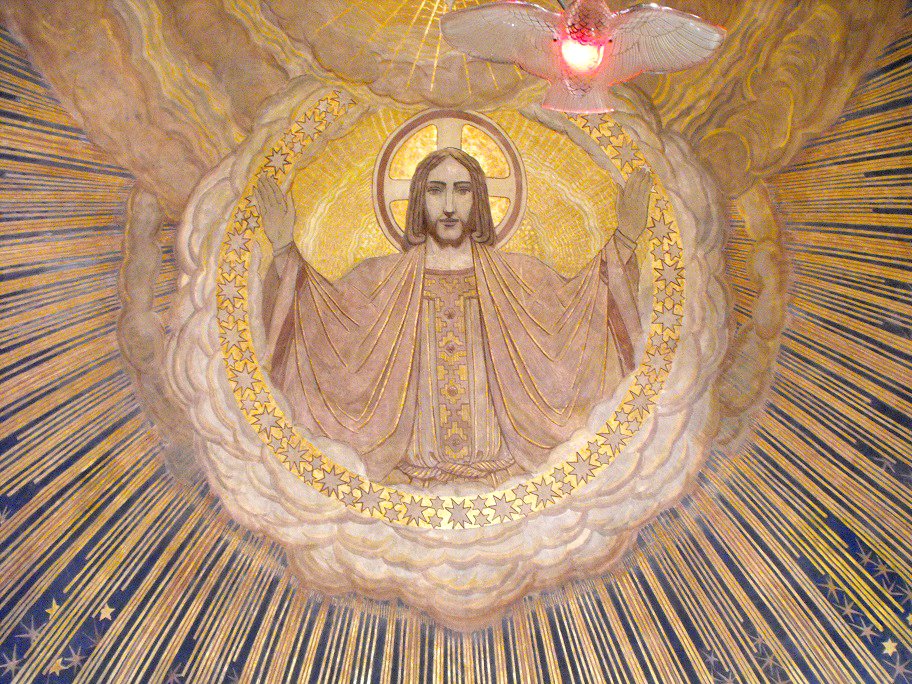
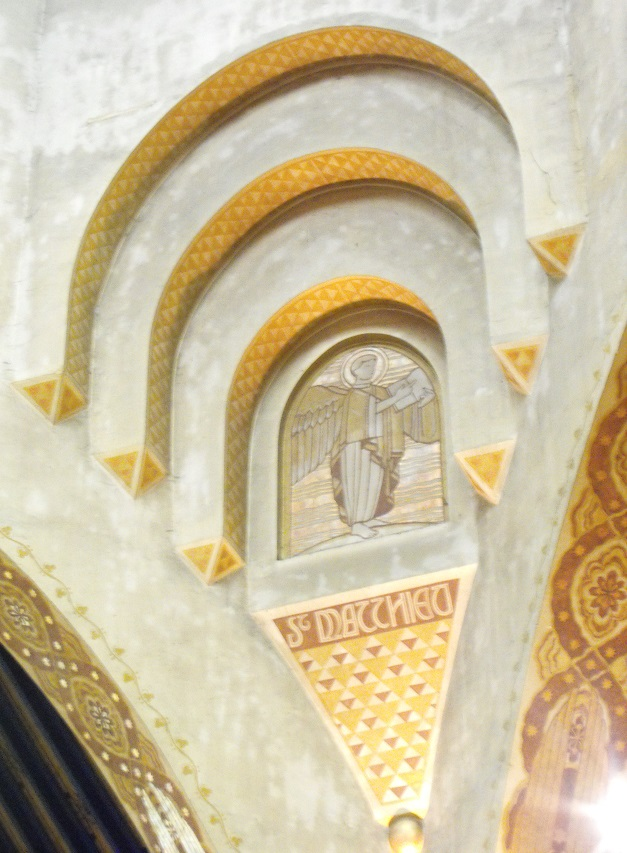
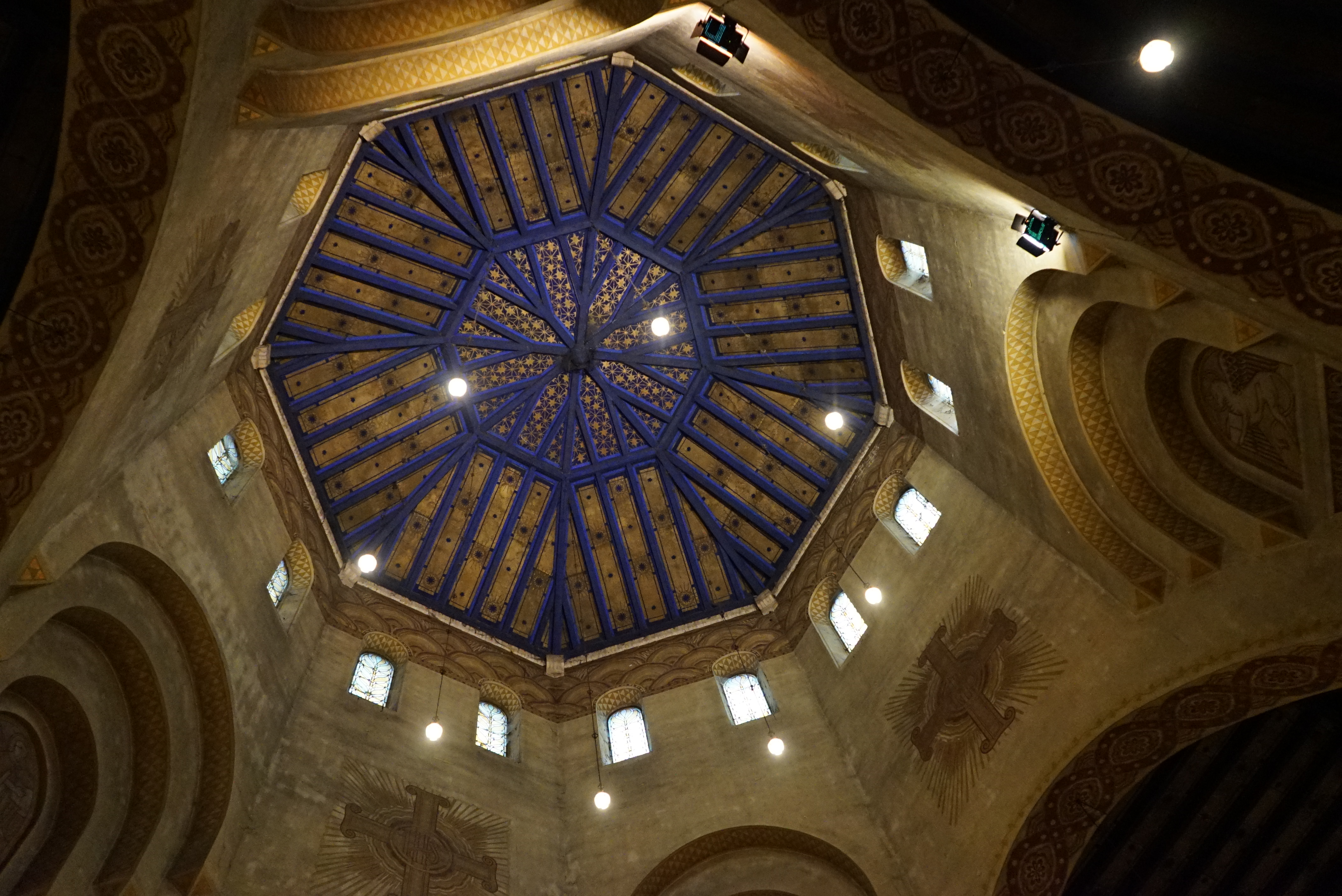

### Autres sources et liens externes
- Généalogie de la famille Jaulmes de Congénies (sources primaires privées), répercutées dans : "La Vaunage au XIXe siècle", Éd. Lacour, p. 463, in Le destin d'Elisabeth Jaulmes-Fourmaud, par Jean-Marc Roger (p. 457-475)

- Ressources relatives aux beaux-arts :   - Académie des beaux-arts
  - AGORHA
  - Bénézit
  - Delarge
  - Musée d'Orsay
  - RKDartists
  - Union List of Artist Names
- Notices d'autorité :   - VIAF
  - ISNI
  - BnF (données)
  - IdRef
  - LCCN
  - GND
  - Belgique
  - Pays-Bas
  - NUKAT